# Phlomis bruguieri
Phlomis bruguieri là một loài thực vật có hoa trong họ Hoa môi. Loài này được Desf. miêu tả khoa học đầu tiên năm 1824.